# 張相如
張相如（—前164年），漢朝軍事人物。高帝六年（前201年）擔任中大夫，陈豨之亂時擔任河間太守的張相如隨劉邦出征，平定陈豨後於高帝十一年十二月癸巳（前195年1月26日）以战功封東陽侯，食邑一千三百户。漢惠帝死後，呂太后想要建起從未央宮就能看得到的高墳，被張相如勸止。漢文帝繼位後任命張相如為太子太傅，文帝二年（前178年）與周勃、灌婴一起反對文帝任用賈誼。文帝十四年（前166年）冬天匈奴進犯北地郡，文帝任命張相如為大將軍反擊匈奴。文帝十六年（前164年）張相如去世，諡號武，兒子張殷襲爵。

## 評價
漢文帝評價張相如是長者，張釋之則認為其不善言談。